# Liste des titres musicaux numéro un en Autriche en 2012
Cette page liste les titres numéro un dans les meilleures ventes de disques en Autriche pour l'année 2012.

## Classement des singles
| №  | Date         | Artiste                           | Titre                                     |
| -- | ------------ | --------------------------------- | ----------------------------------------- |
| 1  | 6 janvier    | Taio Cruz feat. Flo Rida          | Hangover                                  |
| 2  | 13 janvier   | Gotye featuring Kimbra            | Somebody That I Used to Know              |
| 3  | 20 janvier   | Gotye featuring Kimbra            | Somebody That I Used to Know              |
| 4  | 27 janvier   | Michel Teló                       | Ai se eu te pego                          |
| 5  | 3 février    | Michel Teló                       | Ai se eu te pego                          |
| 6  | 10 février   | Michel Teló                       | Ai se eu te pego                          |
| 7  | 17 février   | Michel Teló                       | Ai se eu te pego                          |
| 8  | 24 février   | Michel Teló                       | Ai se eu te pego                          |
| 9  | 2 mars       | Michel Teló                       | Ai se eu te pego                          |
| 10 | 9 mars       | Michel Teló                       | Ai se eu te pego                          |
| 11 | 16 mars      | Sean Paul                         | She Doesn't Mind                          |
| 12 | 23 mars      | Michel Teló                       | Ai se eu te pego                          |
| 13 | 30 mars      | Sean Paul                         | She Doesn't Mind                          |
| 14 | 6 avril      | The BossHoss                      | Don’t Gimme That                          |
| 15 | 13 avril     | The BossHoss                      | Don’t Gimme That                          |
| 16 | 20 avril     | The BossHoss                      | Don’t Gimme That                          |
| 17 | 27 avril     | Fun feat. Janelle Monáe           | We Are Young                              |
| 18 | 4 mai        | Fun feat. Janelle Monáe           | We Are Young                              |
| 19 | 11 mai       | Luca Hänni                        | Don't Think About Me                      |
| 20 | 18 mai       | Fun feat. Janelle Monáe           | We Are Young                              |
| 21 | 25 mai       | Pitbull                           | Back in Time                              |
| 22 | 1er juin     | Pitbull                           | Back in Time                              |
| 23 | 8 juin       | Loreen                            | Euphoria                                  |
| 24 | 15 juin      | Loreen                            | Euphoria                                  |
| 25 | 29 juin      | Tacabro                           | Tacata'                                   |
| 26 | 6 juillet    | Tacabro                           | Tacata'                                   |
| 27 | 13 juillet   | Tacabro                           | Tacata'                                   |
| 28 | 20 juillet   | Tacabro                           | Tacata'                                   |
| 29 | 27 juillet   | Tacabro                           | Tacata'                                   |
| 30 | 3 août       | Triggerfinger                     | I Follow Rivers                           |
| 31 | 10 août      | Triggerfinger                     | I Follow Rivers                           |
| 32 | 17 août      | Chris Brown                       | Don't Wake Me Up                          |
| 33 | 24 août      | Triggerfinger                     | I Follow Rivers                           |
| 34 | 31 août      | Asaf Avidan (& DJ Wankelmut (de)) | One Day / Reckoning Song (Wankelmut Rmix) |
| 35 | 7 septembre  | Asaf Avidan (& DJ Wankelmut (de)) | One Day / Reckoning Song (Wankelmut Rmix) |
| 36 | 14 septembre | Asaf Avidan (& DJ Wankelmut (de)) | One Day / Reckoning Song (Wankelmut Rmix) |
| 37 | 21 septembre | Asaf Avidan (& DJ Wankelmut (de)) | One Day / Reckoning Song (Wankelmut Rmix) |
| 38 | 28 septembre | Asaf Avidan (& DJ Wankelmut (de)) | One Day / Reckoning Song (Wankelmut Rmix) |
| 39 | 5 octobre    | Asaf Avidan (& DJ Wankelmut (de)) | One Day / Reckoning Song (Wankelmut Rmix) |
| 40 | 12 octobre   | Psy                               | Gangnam Style                             |
| 41 | 19 octobre   | Psy                               | Gangnam Style                             |
| 42 | 26 octobre   | Psy                               | Gangnam Style                             |
| 43 | 2 novembre   | Rihanna                           | Diamonds                                  |
| 44 | 9 novembre   | Rihanna                           | Diamonds                                  |
| 45 | 16 novembre  | Rihanna                           | Diamonds                                  |
| 46 | 23 novembre  | Psy                               | Gangnam Style                             |
| 47 | 30 novembre  | Rihanna                           | Diamonds                                  |
| 48 | 7 décembre   | Alicia Keys feat. Nicki Minaj     | Girl on Fire                              |
| 49 | 14 décembre  | Alicia Keys feat. Nicki Minaj     | Girl on Fire                              |
| 50 | 21 décembre  | Alicia Keys feat. Nicki Minaj     | Girl on Fire                              |
| 51 | 28 décembre  | Alicia Keys feat. Nicki Minaj     | Girl on Fire                              |

## Classement des albums
| №  | Date         | Artiste                                                      | Titre                                          |
| -- | ------------ | ------------------------------------------------------------ | ---------------------------------------------- |
| 1  | 8 janvier    | Michael Bublé                                                | Christmas                                      |
| 2  | 15 janvier   | Adele                                                        | 21                                             |
| 3  | 22 janvier   | Orchestre philharmonique de Vienne Direction: Mariss Jansons | Neujahrskonzert 2012                           |
| 4  | 29 janvier   | Orchestre philharmonique de Vienne Direction: Mariss Jansons | Neujahrskonzert 2012                           |
| 5  | 3 février    | Orchestre philharmonique de Vienne Direction: Mariss Jansons | Neujahrskonzert 2012                           |
| 6  | 10 février   | Lana Del Rey                                                 | Born to Die                                    |
| 7  | 17 février   | Xavier Naidoo                                                | Danke für's Zuhören – Liedersammlung 1998–2012 |
| 8  | 24 février   | Soap&Skin                                                    | Narrow                                         |
| 9  | 2 mars       | Whitney Houston                                              | The Ultimate Collection                        |
| 10 | 9 mars       | Whitney Houston                                              | The Ultimate Collection                        |
| 11 | 16 mars      | Bruce Springsteen                                            | Wrecking Ball                                  |
| 12 | 23 mars      | Bruce Springsteen                                            | Wrecking Ball                                  |
| 13 | 30 mars      | Unheilig                                                     | Lichter der Stadt                              |
| 14 | 6 avril      | Unheilig                                                     | Lichter der Stadt                              |
| 15 | 13 avril     | Unheilig                                                     | Lichter der Stadt                              |
| 16 | 20 avril     | Unheilig                                                     | Lichter der Stadt                              |
| 17 | 27 avril     | Die Ärzte                                                    | Auch                                           |
| 18 | 4 mai        | Die Ärzte                                                    | Auch                                           |
| 19 | 11 mai       | Norah Jones                                                  | …Little Broken Hearts                          |
| 20 | 18 mai       | Die Toten Hosen                                              | Ballast der Republik                           |
| 21 | 25 mai       | Die Toten Hosen                                              | Ballast der Republik                           |
| 22 | 1er juin     | Luca Hänni                                                   | My Name Is Luca                                |
| 23 | 8 juin       | Daniele Negroni (de)                                         | Crazy                                          |
| 24 | 15 juin      | Seer                                                         | Grundlsee                                      |
| 25 | 22 juin      | Amy Macdonald                                                | Life in a Beautiful Light                      |
| 26 | 29 juin      | Justin Bieber                                                | Believe                                        |
| 27 | 6 juillet    | Linkin Park                                                  | Living Things (album)                          |
| 28 | 13 juillet   | Linkin Park                                                  | Living Things (album)                          |
| 29 | 20 juillet   | Cro                                                          | Raop                                           |
| 30 | 27 juillet   | Cro                                                          | Raop                                           |
| 31 | 3 août       | Nik P.                                                       | Come On Let’s Dance - Best Of Remix            |
| 31 | 10 août      | Cro                                                          | Raop                                           |
| 32 | 17 août      | Die Amigos                                                   | Bis ans Ende der Zeit                          |
| 33 | 24 août      | Die Amigos                                                   | Bis ans Ende der Zeit                          |
| 34 | 31 août      | Die Amigos                                                   | Bis ans Ende der Zeit                          |
| 35 | 7 septembre  | Alanis Morissette                                            | Havoc and Bright Lights                        |
| 36 | 14 septembre | Mark Knopfler                                                | Privateering                                   |
| 37 | 21 septembre | Bob Dylan                                                    | Tempest                                        |
| 38 | 28 septembre | Pink                                                         | The Truth About Love                           |
| 39 | 5 octobre    | Green Day                                                    | ¡Uno!                                          |
| 40 | 12 octobre   | Muse                                                         | The 2nd Law                                    |
| 41 | 19 octobre   | Kastelruther Spatzen                                         | Leben und leben lassen                         |
| 42 | 26 octobre   | Andreas Gabalier                                             | Volks-Rock’n’Roller live                       |
| 43 | 2 novembre   | Andreas Gabalier                                             | Volks-Rock’n’Roller live                       |
| 44 | 9 novembre   | Kiddy Contest Kids                                           | Kiddy Contest Vol. 18                          |
| 45 | 16 novembre  | Robbie Williams                                              | Take The Crown                                 |
| 46 | 23 novembre  | The Rolling Stones                                           | GRRR!                                          |
| 47 | 30 novembre  | Nik P.                                                       | Bis ans Meer                                   |
| 48 | 7 décembre   | Zucchero                                                     | La sesión cubana                               |
| 49 | 14 décembre  | Michael Bublé                                                | Christmas                                      |
| 50 | 21 décembre  | Michael Bublé                                                | Christmas                                      |
| 51 | 28 décembre  | Michael Bublé                                                | Christmas                                      |

## Hit-Parade de l'année
| Singles | Alben |
| --- | --- |
| 1. Michel Teló – Ai Se Eu Te Pego 2. Gotye feat. Kimbra – Somebody That I Used to Know 3. DJ Antoine – Ma chérie 4. Pitbull – Back in Time 5. Asaf Avidan & the Mojos – One Day / Reckoning Song (Wankelmut Remix) 6. Carly Rae Jepsen – Call Me Maybe 7. Loreen – Euphoria 8. Fun feat. Janelle Monáe – We Are Young 9. Sean Paul – She Doesn't Mind 10. Die Toten Hosen – Tage wie diese | 1. Adele – 21 2. Unheilig – Lichter der Stadt 3. Andreas Gabalier – Herzwerk 4. Andreas Gabalier – Volks-Rock'n'Roller 5. Die Toten Hosen – Ballast der Republik 6. Lana Del Rey – Born to Die 7. Nockalm Quintett – Wahnsinnsflug auf Wolke 7 8. Hubert von Goisern – EntwederUndOder 9. David Guetta – Nothing But the Beat 2.0 10. Wiener Philharmoniker / Mariss Jansons − Neujahrskonzert 2012 |